# مارتین آدلین
مارتین آدلین (انگلیسی: Martin Adeline؛ زادهٔ ۲ دسامبر ۲۰۰۳) بازیکن فوتبال اهل فرانسه است.
وی همچنین در تیم ملی فوتبال زیر ۱۹ سال فرانسه بازی کرده‌است.